# Kamarupariket

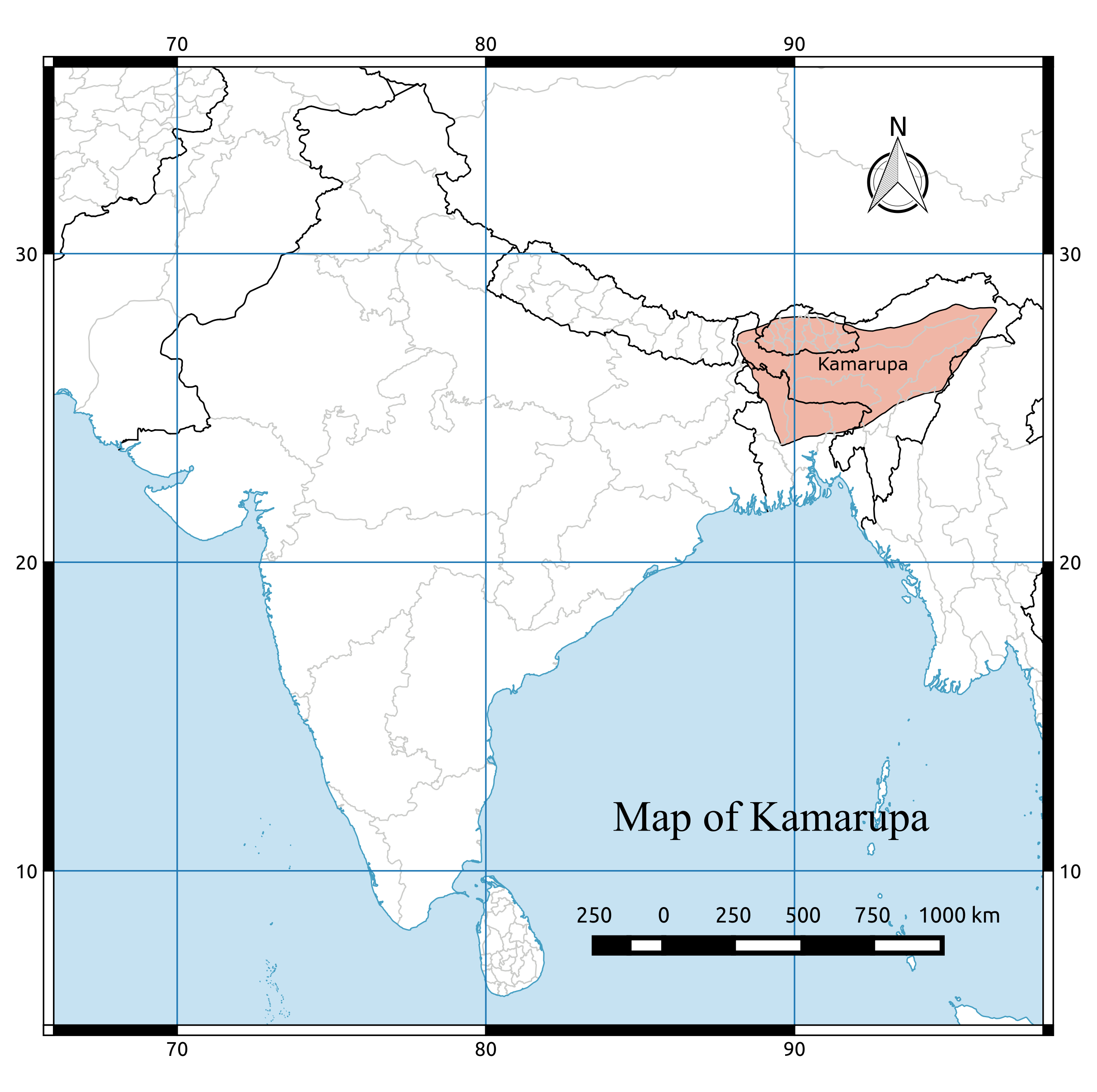
Kamarupa

Kamarupariket var en historisk stat som låg i nordöstra Indien mellan 350 och 1140. 
Det föregicks av okända statsbildningar, och efterträddes av Kungadömet Ahom.